# 卓宜彬
卓宜彬（1971年—）是台灣漫畫家，筆名鐵柱，出生於台中，畢業於台灣科技大學設計研究所，代表作為《太子爺》。

## 簡歷
- 1995年 - 獲得時報文化「全國漫畫擂台金High獎」。
- 1998年 - 以〈太子爺〉於東立出版社《龍少年》開始連載。

## 作品一覽

### 短篇漫畫
- 夏雷
- 〈如何控制老虎自我膨脹〉(How to Control Tiger's Self-Inflation), 刊登於《TX2》(Taiwan Comix 2雜誌), 2010年11月。
- 〈八個男人〉(8 Man〉, 刊登於《TX3》(Taiwan Comix 3雜誌), 2011年5月。
- 〈青春期〉(Adolescence), 刊登於《TX4》2011年11月 , 《TX5》2012年7月。

### 長篇漫畫
- 太子爺

### 單行本
- 《太子爺》（全4集）。
- 《夢還未醒：921震災物語》（全1集）毛毛、卓宜彬、李鴻欽、張智豪、黃聰毅合著，東立，2000年9月25日，ISBN 9577313817。
- 《無量天擇》（全1集）, 東立 , 2015年。